# Shorea inaequilateralis
Shorea inaequilateralis är en tvåhjärtbladig växtart som beskrevs av Symington. Shorea inaequilateralis ingår i släktet Shorea och familjen Dipterocarpaceae. Inga underarter finns listade i Catalogue of Life.